# Low (chanson de Kelly Clarkson)
Pour les articles homonymes, voir Low.
Singles de Kelly Clarkson
Miss Independent
(2003) The Trouble With Love Is
(2003)
Pistes de Thankful
Miss Independent Some Kind of Miracle
Low est le troisième single du 1er album de la chanteuse américaine Kelly Clarkson, Thankful sorti en 2003.
La chanson a été écrite par "Jimmy Harry", cette chanson est certainement l'élément déclencheur de la carrière de Kelly Clarkson, malgré ses médiocres performances dans les charts, puisque c'est la première de ses chansons à être de style pop/rock, style qui influencera énormément sa carrière.

## Position dans les hits-parades
| Classement (2003)            | Meilleure position |
| ---------------------------- | ------------------ |
| Australie ARIA Singles Chart | 11                 |
| Canada                       | 2                  |
| U.S. Billboard Hot 100       | 58                 |